# Nina Foch
Nina Foch est une actrice et réalisatrice américano-néerlandaise, née le 20 avril 1924 à Leyde (Pays-Bas) et morte à Los Angeles le 5 décembre 2008.

## Une carrière prolifique
Sa mère est une actrice américaine, retournée aux États-Unis lorsque son mariage s'est écroulé. Nina Foch tourne beaucoup dans les années 1940, alternant premiers et seconds rôles dans des productions aux budgets variables. Elle s'illustre notamment dans Escape in the Fog de Budd Boetticher, et sous la direction de William Castle, Robert Rossen, Edgar G. Ulmer, John Sturges ou Joseph Pevney, avec des partenaires aussi brillants que Warner Baxter, Steve Cochran, William Holden, Glenn Ford et George Raft. En 1945, elle interprète un second rôle dans La Chanson du souvenir avec Merle Oberon en vedette, le rôle-titre du Calvaire de Julia Ross de Joseph H. Lewis, et figure non créditée en femme de harem dans Aladin et la Lampe merveilleuse. Grâce à son visage séduisant et émouvant, Nina est alors une idéale héroïne de film noir.

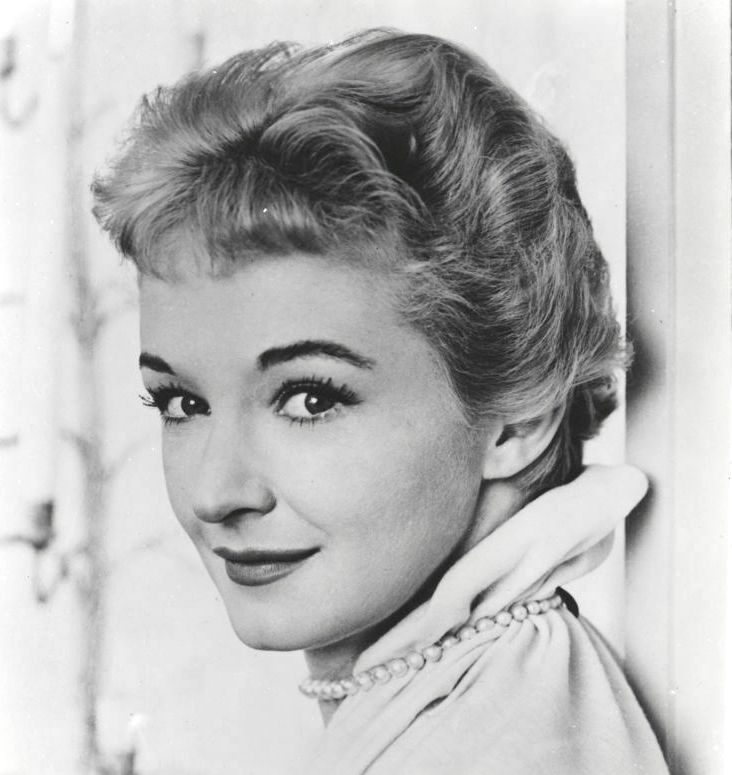
Nina Foch en 1957.

Mais Nina Foch participe aussi à des superproductions comme Un Américain à Paris (1951), Scaramouche où elle joue Marie-Antoinette (1952) et La Tour des ambitieux (1954). En 1955, elle tient la vedette d'Un pitre au pensionnat et du Témoin à abattre, respectivement face à Dean Martin et Edward G. Robinson ; l'année suivante elle incarne la mère adoptive de Moïse dans le fameux Les dix commandements et tient le premier rôle féminin au côté de Ray Milland dans Three Brave Men ; en 1960 son nom vient tout de suite après ceux de James Garner et Natalie Wood au générique de Cet homme est un requin, et elle tient une fois de plus sa partie au milieu d'une distribution pléthorique dans le Spartacus de Stanley Kubrick. Par la suite, l'actrice travaillera aussi avec Otto Preminger, George Cukor, John McTiernan, Blake Edwards... Au fil des décennies, elle croise encore Diana Ross sur Mahogany (1975), Faye Dunaway et Peter Fonda sur son dernier film tourné en 2004. En 1978, elle effectue un retour au film d'horreur avec Horrible Carnage, trente-quatre ans après ses premiers films : La Fille du loup-garou et The Return of the Vampire avec Bela Lugosi.
Parallèlement à cette extraordinaire carrière sur grand écran, Nina Foch est également très présente à la télévision. En 1959, elle tient la vedette de Ten Little Indians d'après Agatha Christie, en 1962, elle tient le rôle de la gouvernante dans une nouvelle version de Rebecca — avec James Mason et Joan Hackett, et côtoie Ida Lupino ou Gene Wilder sur les plateaux d'autres téléfilms. Elle se montre dans une foule de séries telles que Rawhide avec le jeune Clint Eastwood, l’épisode-pilote de Columbo (Inculpé de meurtre), Sur la piste du crime, Hawaï police d'État, McMillan & Wife avec Rock Hudson, Lou Grant, Les Rues de San Francisco avec le débutant Michael Douglas, La Loi de Los Angeles, et plus récemment NCIS : Enquêtes spéciales en 2005 et The Closer en 2007.

## Filmographie

### comme actrice

#### Au cinéma
- 1943 : Wagon Wheels West (court métrage) : Jan Colburn
- 1944 : The Return of the Vampire (en) : Nicki Saunders
- 1944 : Crime au pensionnat (Nine Girls) de Leigh Jason : Alice Blake
- 1944 : She's a Soldier Too : Tessie Legruda
- 1944 : Shadows in the Night : Lois Garland
- 1944 : La Fille du loup-garou (Cry of the Werewolf) de Henry Levin : Princesse Celeste LaTour
- 1944 : Strange Affair (en) d'Alfred E. Green: Frieda Brenner
- 1944 : She's a Sweetheart (en) : Jeanne
- 1945 : La Chanson du souvenir (A Song to Remember) de Charles Vidor : Constantia
- 1945 : I Love a Mystery : Ellen Monk
- 1945 : Fuite dans la brume (Escape in the Fog) de Oscar Boetticher Jr. : Eileen Carr
- 1945 : Boston Blackie's Rendezvous : Sally Brown
- 1945 : Aladin et la Lampe merveilleuse (A Thousand and One Nights) d'Alfred E. Green : une fille du harem
- 1945 : Le Calvaire de Julia Ross (My Name Is Julia Ross) de Joseph H. Lewis : Julia Ross
- 1945 : Prison Ship : Anne Graham
- 1947 : L'Heure du crime (Johnny O'Clock) de Robert Rossen : Harriet Hobson
- 1947 : Peter Ibbetson a raison (The Guilt of Janet Ames) de Henry Levin : Susie Pearson
- 1948 : La Fin d'un tueur (The Dark Past) de Rudolph Maté : Betty
- 1949 : Le Maître du gang (The Undercover Man) de Joseph H. Lewis : Judith Warren
- 1949 : L'Homme de main (Johnny Allegro) de Ted Tetzlaff : Glenda Chapman
- 1951 : St. Benny the Dip (en) : Linda Kovacs
- 1951 : Un Américain à Paris (An American in Paris) de Vincente Minnelli : Milo Roberts
- 1952 : Un garçon entreprenant (Young Man with Ideas) de Mitchell Leisen : Joyce Laramie
- 1952 : Scaramouche de George Sidney : la reine Marie-Antoinette
- 1953 : Sombrero de Norman Foster : Elena Cantu
- 1953 : Fast Company : Mercedes Bellway
- 1954 : La Tour des ambitieux (Executive Suite) de Robert Wise : Erica Martin
- 1954 : Four Guns to the Border : Maggie Flannery
- 1955 : Un pitre au pensionnat (You're Never Too Young) de Norman Taurog : Gretchen Brendan
- 1955 : Le Témoin à abattre (Illegal) de Lewis Allen : Ellen Miles, puis Ellen Borden
- 1956 : Les Dix Commandements (The Ten Commandments) de Cecil B. DeMille : Bithiah
- 1956 : Je ne suis pas un espion (Three Brave Men) de Philip Dunne : Lt. McCoy
- 1960 : Cet homme est un requin (Cash McCall) de Joseph Pevney : Maude Kennard
- 1960 : Spartacus de Stanley Kubrick : Helena Glabrus
- 1971 : Des amis comme les miens (Such Good Friends) d'Otto Preminger : Mrs. Wallman
- 1973 : Salty : Mrs. Penninger
- 1975 : Mahogany de Berry Gordy : Miss Evans
- 1978 : Horrible carnage (Jennifer) : Mrs. Calley
- 1981 : Riches et Célèbres (Rich and Famous) de George Cukor : Invitée
- 1986 : Nomads de John McTiernan : agent immobilier
- 1988 : Dixie Lanes : Hazel Laidlaw
- 1989 : L'Amour est une grande aventure (Skin Deep) de Blake Edwards : Marge, la mère d'Alex
- 1993 : Sliver de Phillip Noyce  : Mrs. McEvoy
- 1996 : Le Dernier Anniversaire (It's My Party) de Randal Kleiser : la mère de Brandon
- 1997 : L'Amour de ma vie ('Til There Was You) de Scott Winant : Sophia Monroe
- 1998 : Du venin dans les veines (Hush) de Jonathan Darby : Alice Baring
- 1998 : La Dernière Preuve (Shadow of Doubt) de Randal Kleiser : Sylvia Saxon
- 2002 : Pumpkin d'Anthony Abrams et Adam Larson Border : Betsy Collander
- 2003 : L'École de la vie (How to Deal) de Clare Kilner : la grand-mère d'Halley

#### À la télévision
- 1951 : Two Girls Named Smith (série)
- 1959 : Ten Little Indians : Vera Claythorne
- 1962 : Rebecca : Mrs. Danvers
- 1963 : Au-delà du réel (série télévisée) - saison 1, épisode 12, La Frontière : Eva Fraser
- 1967 : Columbo : Inculpé de meurtre (Prescription: Murder) (Pilote No1) : Carol Flemming
- 1968 : Les Mystères de l'Ouest (The Wild Wild West), (série) - saison 4, épisode 22, La Nuit des Cosaques (The Night of the Cossacks), de Mike Moder : Duchesse Sophia
- 1969 : Gidget Grows Up (en) : Bibi Crosby
- 1972 : The Scarecrow : Goody Rickby
- 1973 : Female Artillery : Amelia Craig
- 1974 : Salty (série)
- 1976 : The Great Houdini (en) : Rev. Le Veyne
- 1978 : Child of Glass (en) : Tante Lavinia Culp
- 1979 : Ebony, Ivory et Jade (Ebony, Ivory and Jade) : Dr Adela Teba
- 1985 : Chasseurs d'ombres (Shadow Chasers) : Dr Juliana Moorhouse
- 1988 : Outback Bound : la mère de Samantha
- 1988 : Les Orages de la guerre (War and Remembrance) (feuilleton) : Comtesse de Chambrun
- 1992 : In the Arms of a Killer (en) : Mrs. Venible
- 1992 : Les Routes de la liberté (The Sands of Time) : Ellen Scott
- 1993 : Les Chroniques de San Francisco (Tales of the City) (feuilleton) : Frannie Halcyon
- 1993 : Morning Glory : Miss Beasly
- 1994 : Alien Nation: Dark Horizon (en) : Burak
- 1996 : Family Blessings : Peg Miller
- 2004 : Back When We Were Grownups : Mrs. Holmes
- 2005 : NCIS : Enquêtes spéciales : Mrs. Victoria Mallard

### comme réalisatrice
- 1996 : Family Blessings (TV)

### comme assistante réalisatrice
- 1959 : Le Journal d'Anne Frank (The Diary of Anne Frank) de George Stevens (non crédité)